# Relocalización en Bolivia
La Relocalización de los mineros, o solamente relocalización, es el nombre dado en Bolivia al proceso de cierre de las minas estatales tras la promulgación del Decreto Supremo 21060 el 29 de agosto de 1985, durante el gobierno de Víctor Paz Estenssoro. Tras el cierre de los centros mineros, los trabajadores desocupados migraron a diferentes centros urbanos de Bolivia, el nombre del proceso, relocalización, fue finalmente un eufemismo ya que el gobierno realizó pocos esfuerzos por reubicar a los cerca de 30.000 trabajadores retirados.

## Impacto social
La relocalización tuvo entre sus más fuertes impactos el crecimiento de la población urbana y la ocupación de nuevos territorios. Los mineros que se desplazaron, cuyo número se calcula en más de 30.000, junto a sus familias, lo hicieron hacia muchas ciudades de Bolivia como El Alto, Santa Cruz de la Sierra, Cochabamba y La Paz, pero también poblaron áreas de expansión agrícola como Alto Beni, Chapare y Caranavi.

### El Alto
En El Alto se establecieron barrios enteros de extrabajadores mineros, constituyendo su llegada uno de los cuatro hitos históricos más importantes de crecimiento de esta ciudad, que en 2012 se convirtió en la segunda más poblada del departamento de La Paz y unas de las más pobladas de Bolivia.

### Derechos laborales
En el caso de los trabajadores del Centro Minero Catavi, hasta 2015 no se les habían pagado los beneficios laborales establecidos por la ley boliviana.